# Pericoma diffusa
Pericoma diffusa är en tvåvingeart som beskrevs av Satchell 1954. Pericoma diffusa ingår i släktet Pericoma och familjen fjärilsmyggor. Inga underarter finns listade i Catalogue of Life.